# Победнице светских првенстава у атлетици на отвореном — 3.000 метара препреке
Дисциплина трчања на 3.000 метара са препрекама у женској конкуренцији уврштена је у програм светских првенстава први пут на Светском првенству 2005. одржаном у Хелсинкију и од тада је редовно у програму.
Навише успеха у појединачној конкуренцији имале су Јекатерина Волкова и  Јулија Зарудњева из Русије) са 2 медаље 1 златна и 1 сребрна, а највише медаља освојила је Кенијка Милка Чемос Чејва са 3 медаље 1 златна и 2 борозане. У екипној конкуренцији најбоље су  представнице Кеније са 11 освојених медаља: 3 златне, 2 сребрне и 6 бронзаних.
Освајачице медаља на светским првенствима и њихови резултати приказани су у следећој табели. Резултати су дати у формату минути:секунде,стотинке.
| Светско првенство       |                                  |             |                           |         |                               |         |
| Хелсинки 2005. детаљи   | Доркус Инзикуру Уганда           | 9:18,24 РСП | Јекатерина Волкова Русија | 9:20,49 | Јеруту Киптун Кенија          | 9:26,95 |
| Осака 2007. детаљи      | Јекатерина Волкова Русија        | 9:06,57 РСП | Татјана Петрова Русија    | 9:09,19 | Јунис Џепкорир Кенија         | 9:20,09 |
| Берлин 2009. детаљи     | Марта Домингез Шпанија           | 9:07,32 РСП | Јулија Зарудњева Русија   | 9:08,39 | Милка Чемос Чејва Кенија      | 9:08,57 |
| Тегу 2011. детаљи       | Јулија Зарудњева Зарипова Русија | 9:07,03     | Хабиба Гриби Тунис        | 9:11,97 | Милка Чемос Чејва Кенија      | 9:17,16 |
| Москва 2013. детаљи     | Милка Чемос Чејва Кенија         | 9:11,65     | Лидија Чепкуруи Кенија    | 9:12,55 | Софија Асефа Етиопија         | 9:12,84 |
| Пекинг 2015. детаљи     | Хивин Кијенг Џепкемои Кенија     | 9:19,11     | Хабиба Гриби Тунис        | 9:19,24 | Геза Фелицитас Краузе Немачка | 9:19,25 |
| Лондон 2017. детаљи     | Ема Коберн · САД                 | 9:02,58 РСП | Кортни Фрерикс · САД      | 9:03,77 | Хајвин Џепкемој · Кенија      | 9:04,03 |
| Доха 2019. детаљи       | Беатрис Чепкоеч Кенија           | 8:57,84 РСП | Ема Коберн САД            | 9:02,35 | Геза Фелиситас Краузе Немачка | 9:03,30 |
| Јуџин 2022. детаљи      | Нора Џеруто Казахстан            | 8:53,02 РСП | Веркуха Гетачев Етиопија  | 8:54,61 | Мекидес Абебе Етиопија        | 8:56,08 |
| Будимпешта 2023. детаљи | Винфрид Мутиле Јави Бахреин      | 8:54,29     | Беатрис Чепкоеч Кенија    | 8:58,98 | Фејт Черотич Кенија           | 9:00,69 |
| Токио 2025.             |                                  |             |                           |         |                               |         |

## Биланс медаља
Стање после 19. СП 2023.
|    | Држава           |    |    |    |    |
| -- | ---------------- | -- | -- | -- | -- |
| 1. | Кенија           | 3  | 2  | 6  | 11 |
| 2. | Русија           | 2  | 3  | 0  | 5  |
| 3. | Сједињене Државе | 1  | 2  | 0  | 3  |
| 4. | Шпанија          | 1  | 0  | 0  | 1  |
| 4. | Уганда           | 1  | 0  | 0  | 1  |
| 4. | Казахстан        | 1  | 0  | 0  | 1  |
| 4. | Бахреин          | 1  | 0  | 0  | 1  |
| 8. | Тунис            | 0  | 2  | 0  | 2  |
| 9. | Етиопија         | 0  | 1  | 2  | 3  |
| 9. | Немачка          | 0  | 0  | 2  | 2  |
|    | Укупно 10 земаља | 10 | 10 | 10 | 30 |